# دوان فانغ
دوان فانغ (بالصينية: 段放) (26 ديسمبر 1994 - ) هي لاعبة كرة طائرة الصين.

## وصلات خارجية
- دوان فانغ على موقع عالم الكرة الطائرة (الإنجليزية)